# Erwin Peter Jikeli
Erwin Peter Jikeli (n. 1953, Mălâncrav, județul Sibiu) este un istoric și scriitor de limba germană, originar din România.
Între 1974 și 1978 a studiat istoria și germanistica la Sibiu. Apoi a lucrat ca profesor și director adjunct la școlile din Mediaș și Șeica Mică.
În 1990 a emigrat în Republica Federală Germania, unde lucrează ca profesor la școala Ter-Meer din Krefeld. 
În anul 2006 a devenit doctor în filozofie al Universității Heinrich-Heine din Düsseldorf. Lucrarea sa de doctorat a avut tema Siebenbürgisch-sächsische Pfarrer, Lehrer und Journalisten in der Zeit der kommunistischen Diktatur (1944-1971) (Preoți, profesori și jurnaliști sași din Transilvania în timpul dictaturii comuniste 1944-1971). 
În anul 2009 a fost ales ca șef al secțiunii de pedagogie și istorie școlară a Arbeitskreis für Siebenbürgische Landeskunde (AKSL) (Cercul de lucru pentru științe sociale transilvănene).

## Scrieri
- Siebenbürgisch-sächsische Pfarrer, Lehrer und Journalisten in der Zeit der kommunistischen Diktatur (1944-1971) (Preoți, profesori și jurnaliști sași din Transilvania în timpul dictaturii comuniste 1944-1971), apărut în seria Europäische Hochschulschriften, vol. 1044, anul 2007, Frankfurt am Main, Berlin, Bern, Bruxelles, New York, Oxford, Wien, 321 pagini, ISBN 978-3-631-56769-2  br.